# Heffingen
Heffingen (luxemburguès Hiefenech) és una comuna i vila a l'est de Luxemburg, que forma part del cantó de Mersch. Comprèn les viles de Heffingen i Reuland.

## Població
| Nacionalitat   | Població | %      |
| -------------- | -------- | ------ |
| luxemburguesos | 618      | 75,00% |
| Forasters      | 206      | 25,00% |
| - portuguesos  | 94       | 11,41% |
| - francesos    | 6        | 0,73%  |
| - italians     | 20       | 2,43%  |
| - belgues      | 26       | 3,16%  |
| - alemanys     | 13       | 1,58%  |
| - iugoslaus    | 4        | 0,49%  |
| - altres       | 43       | 5,22%  |

## Evolució demogràfica
| Any        | Població |
| ---------- | -------- |
| 15/02/2001 | 824      |
| 01/01/2002 | 850      |
| 01/01/2003 | 859      |
| 01/01/2004 | 858      |
| 01/01/2005 | 880      |